# Bitwa nad Białą

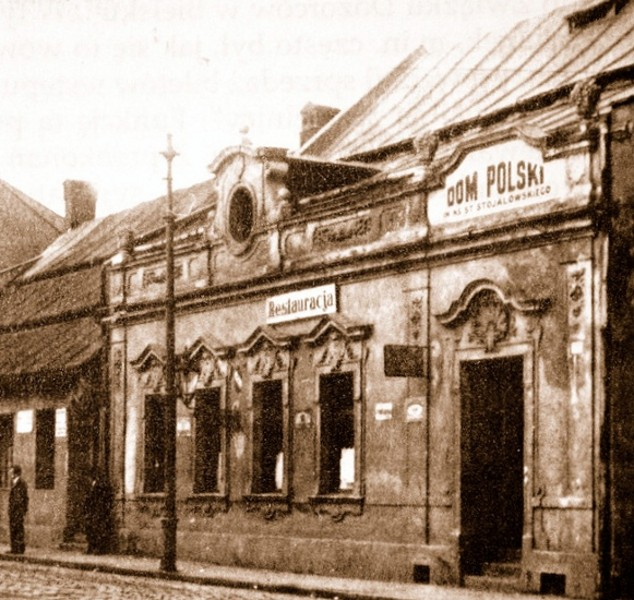
Dom Polski w Bielsku (budynek wyburzony w 1974)

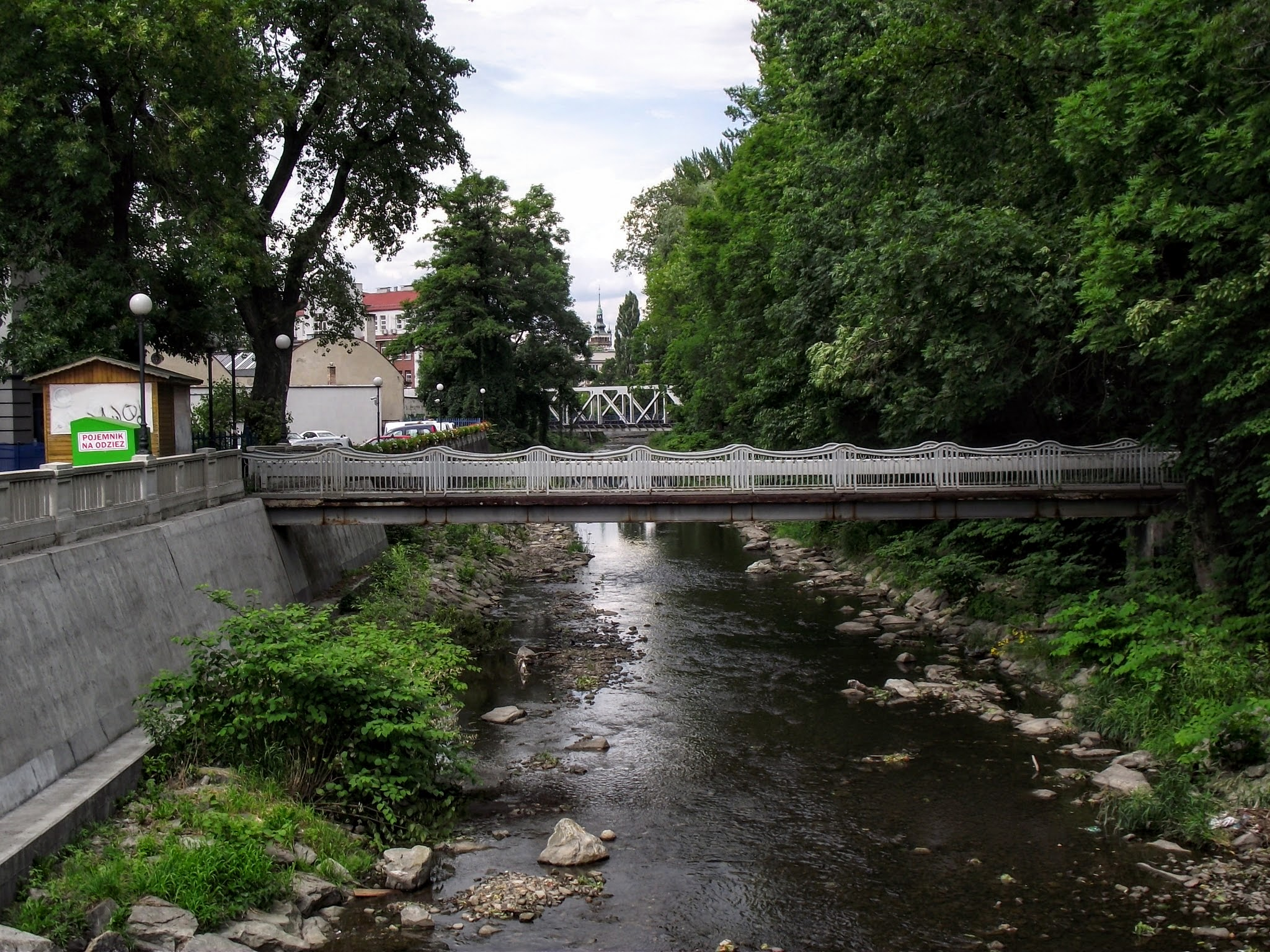
Rzeka Biała w okolicy, w której doszło do „bitwy”

Bitwa nad Białą, bitwa nad Białką – określenie zamieszek na tle nacjonalistycznym, do których doszło 28 czerwca 1914 w Bielsku i Białej między polskimi uczestnikami zjazdu „Sokoła” a częścią niemieckich mieszkańców dwumiasta.

## Geneza
Bielsko, Biała oraz kilkanaście okolicznych miejscowości, z których większość (oprócz Bystrej Śląskiej, Międzyrzecza Górnego i Wilamowic) jest dzisiaj dzielnicami Bielska-Białej, tworzyły od średniowiecza niemiecką wyspę językową (Bielitz-Bialaer Sprachinsel). Mimo że rejon ten był jednym zwartym obszarem kulturowym, a od XIX wieku tworzył jeden zespół miejski i okręg przemysłowy, pozostawał podzielony politycznie między dwa kraje koronne Austro-Węgier rozgraniczone rzeką Białą: Bielsko i wsie na lewym brzegu stanowiły część Śląska Austriackiego, podczas gdy Biała i prawobrzeżne miejscowości (Lipnik, Hałcnów, Wilamowice) należały do Galicji.
W granicach Śląska Austriackiego Niemcy byli największą grupą etniczną, stanowiącą według spisu z roku 1910 45% mieszkańców prowincji, a kultura i język niemiecki cieszyły się wysokim prestiżem i przynajmniej nieformalnym uprzywilejowaniem. W Bielsku język niemiecki jako domowy deklarowało w 1910 r. 81% mieszkańców. Mniejszość polskojęzyczna liczyła niecałe 14% i tworzyli ją w większości robotnicy pochodzący z pobliskich wsi galicyjskich. Mimo prężnie rozwijającego się przemysłu odsetek ten pozostawał niewielki, ponieważ władze miejskie skutecznie ograniczały osiedlanie się ludności robotniczej w granicach miasta (m.in. powstało tylko jedno niewielkie osiedle tzw. familoków), co było motywowane po części klasowo (strach przed rozwojem ruchu robotniczego), po części narodowo (strach przed przybyciem znacznej liczby Polaków z Galicji, co mogłoby zagrozić charakterowi narodowemu Bielska zwanego małym Berlinem).
Biała z okolicą pozostawała natomiast niewielką niemiecką enklawą w zdominowanej przez Polaków, także politycznie, Galicji. Władze starały się bronić niemieckiego charakteru miasta, m.in. poprzez ustanowienie w 1889 r. niemieckiego jedynym językiem urzędowym bialskiego samorządu, niemniej wpływy polskie były coraz silniejsze. Polacy stanowili 20% mieszkańców, przy czym byli to nie tylko robotnicy, ale i np. urzędnicy powiatowi (powiat bialski był poza tymi czterema miejscowościami w większości polski). Staraniem Towarzystwa Szkoły Ludowej powstały polskie szkoły (także średnie), w mieście działały ogólnogalicyjskie polskie organizacje i partie polityczne, w tym popularny ruch socjalchrześcijański ks. Stanisława Stojałowskiego.
Działające w Białej organizacje polskie nawiązywały kontakt z polskim ruchem narodowym na Śląsku Cieszyńskim i rozszerzały swoją działalność także na śląski brzeg Białej. W roku 1902 w Bielsku, na Żywieckim Przedmieściu, otwarto z inicjatywy ks. Stojałowskiego Dom Polski. Dwa lata później w jego murach założono bielski oddział Polskiego Towarzystwa Gimnastycznego „Sokół”.

## Przebieg
W czerwcu 1914 bielski oddział „Sokoła” obchodził dziesięciolecie istnienia. Z tego powodu polscy działacze zaplanowali huczne obchody, które miały stać się ostentacyjną demonstracją polskości w mieście zwanym – z racji nie tylko 80-procentowej przewagi niemieckiej narodowości, ale i bardzo silnej niemieckiej tożsamości i niemałych wpływów niemieckiego nacjonalizmu – małym Berlinem. Zaproszono delegacje z całej Galicji, a także przedstawicieli polskiego ruchu narodowego na Śląsku Cieszyńskim oraz mniejszości polskiej w Niemczech, zaplanowano huczne powitanie gości na dworcu kolejowym, mszę w kościele św. Trójcy oraz uroczysty przemarsz przez oba miasta do położonego na południowych peryferiach Domu Polskiego.
Plany polskich działaczy spowodowały oburzenie lokalnych środowisk niemieckich, których najsilniejszym głosem stał się zasłużony fabrykant i honorowy obywatel miasta, poseł do Sejmu Śląskiego w Opawie, a zarazem niemiecki nacjonalista, Gustaw Josephy. Podkreślał on prowokacyjny charakter planowanych uroczystości i brak poparcia dla nich wśród miejscowej ludności. Sokolnikom nie udało się uzyskać wymaganej zgody na manifestację od opawskich władz krajowych, mimo to zdecydowali się zorganizować przemarsz w zaplanowanym terminie.
28 czerwca rano na dworzec w Bielsku, który jednak pełnił funkcję głównego dworca także dla Białej (stacja Biala – dziś Bielsko-Biała Wschód – była oddalona od centrum miasta i położona przy bocznej linii do Kalwarii), przybyły pierwsze pociągi z polskimi delegacjami. Na dworcu zgromadziła się policja miejska oraz grupy niemieckiej młodzieży, które nie dopuściły do opuszczenia pociągów przez pasażerów i rozpoczęcia planowanego przemarszu. Pociągi z Polakami po pewnym czasie odjechały w kierunku położonych po galicyjskiej stronie stacji Biała (Bielsko-Biała Wschód) i Biała–Lipnik (Bielsko-Biała Lipnik).
W Białej zgromadziło się w sumie około trzech tysięcy ludzi – przyjezdni i miejscowi sokolnicy, młodzież z polskich szkół w Białej oraz inni popierający ich Polacy. Wśród demonstrujących byli dwaj posłowie do sejmu austriackiego, stojałowczycy, Ludwik Dobija i Jan Zamorski. W obliczu napiętej sytuacji zdecydowano się zrezygnować z demonstracyjnego przemarszu głównymi ulicami miasta i udać się do Domu Polskiego poprzez kładkę w ciągu obecnej ulicy PCK (Dom Polski leżał zaledwie około 200 metrów od brzegu rzeki).
W tym czasie jednak na śląskim brzegu zebrała się kilkutysięczna niemiecka kontrmanifestacja zdeklarowana, by nie dopuścić do przekroczenia przez sokolników granic miasta. Wśród zgromadzonych Niemców był Gustaw Josephy, a także wiceburmistrz Bielska Edmund Eichler. Demonstracja (mimo pojawiających się wcześniej w prasie twierdzeń, że zakazano tego dnia jakichkolwiek demonstracji w mieście) miała policyjną asystę. Wznoszono antypolskie hasła, śpiewano niemieckie pieśni narodowe, takie jak Die Wacht am Rhein, wśród zgromadzonych dały się zauważyć pruskie/niemieckie emblematy państwowe.
Polscy działacze podjęli próbę negocjacji z naczelnikiem bielskiej policji Bezdekiem odnośnie do przejścia do Domu Polskiego. Bezdek, tłumacząc się chęcią uniknięcia „zaburzeń”, zgodził się wyłącznie na przejście czterech delegatów: posła Jana Zamorskiego, profesora Olecha oraz redaktorów Matłosza i Budkiewicza. Za Polakami posypały się wyzwiska i splunięcia, aż sytuacja wymknęła się spod kontroli i niemiecki tłum mimo policyjnego kordonu rzucił się na czwórkę polskich delegatów. Wedle późniejszych doniesień „Dziennika Cieszyńskiego” dwóch z nich (Olech i Matłosz) zostało rannych.
W odpowiedzi na to wściekły polski tłum postanowił za wszelką cenę przejść na drugą stronę. Doszło wówczas do regularnej bijatyki na obu brzegach rzeki, a nawet w jej korycie. W ruch poszły kamienie. Dotkliwie pobity został m.in. syn Gustawa Josephy'ego, z drugiej strony zaś np. poseł Dobija doznał urazu obojczyka. W sumie rannych było, według późniejszych doniesień prasowych, 55 Polaków (w tym 15 ciężko) oraz 60 Niemców. Ofiar śmiertelnych udało się uniknąć.
W momencie, kiedy ruszyła interwencja policyjna, sokolnicy „zatrąbili do odwrotu” i udali się z powrotem do Białej, odprowadzani przez niemieckie okrzyki i pieśni oraz ciskanie kamieniami, dały się też słyszeć strzały z rewolwerów. Demonstranci zgromadzili się na bialskim pl. Franciszka (ob. pl. Wolności), przed siedzibą Czytelni Polskiej, gdzie nastąpiły odczyty i przemówienia potępiające postawę bielskich Niemców oraz policji oskarżanej o sprzyjanie niemieckim demonstrantom. Ostatecznie całe spotkanie zakończono na bialskich błoniach.

## Epilog
„Bitwa nad Białą” stała się symbolem polsko-niemieckich tarć narodowościowych na śląsko-galicyjskim pograniczu, które już za kilka lat, w obliczu upadku Austro-Węgier i konieczności nowego uformowania Europy Środkowej, miały nabrać zupełnie nowego znaczenia. Swego rodzaju symboliczne znaczenie ma data zajść, zbieżna z zamachem na arcyksięcia Franciszka Ferdynanda w Sarajewie.
Bezpośrednim następstwem bielsko-bialskich zamieszek był wzrost napięć nacjonalistycznych, zwłaszcza ze strony polskiej. W następnych tygodniach doszło w Galicji do licznych aktów nienawiści wobec Niemców, zwłaszcza na Żywiecczyźnie. Dochodziło do – motywowanych „nie pozwalaniem Niemcom na bezkarne szwendanie się po naszych górach” – pobić udających się w Beskidy niemieckich turystów, obrzucania kamieniami jadących z Bielska pociągów czy niedopuszczania grup niemieckich do wyjścia z pociągu celem udania się na górski szlak, „przeganiania” z kąpielisk, odmawiania noclegu w schroniskach.
Eskalacja nastrojów antyniemieckich zwróciła uwagę samego Namiestnictwa Galicji, które nakazało staroście bialskiemu przeprowadzenie spotkań z radami gmin, w których doszło do incydentów. Od aktów przemocy się odcinano, często jednak zwracając uwagę, że nie da się ich uniknąć, „jeśli polska ludność będzie prowokowana”. Przeciwko antyniemieckim incydentom wystąpili także niektórzy Polacy, udzielający noclegów czy żywieccy handlarze, którzy dotkliwie odczuwali brak niemieckiej klienteli, rezygnującej z przyjazdów ze względów bezpieczeństwa i wskutek odradzających artykułów w niemieckiej prasie.